# Lambdina aequaliaria
Lambdina aequaliaria là một loài bướm đêm trong họ Geometridae.